# Emmy Eerdmans

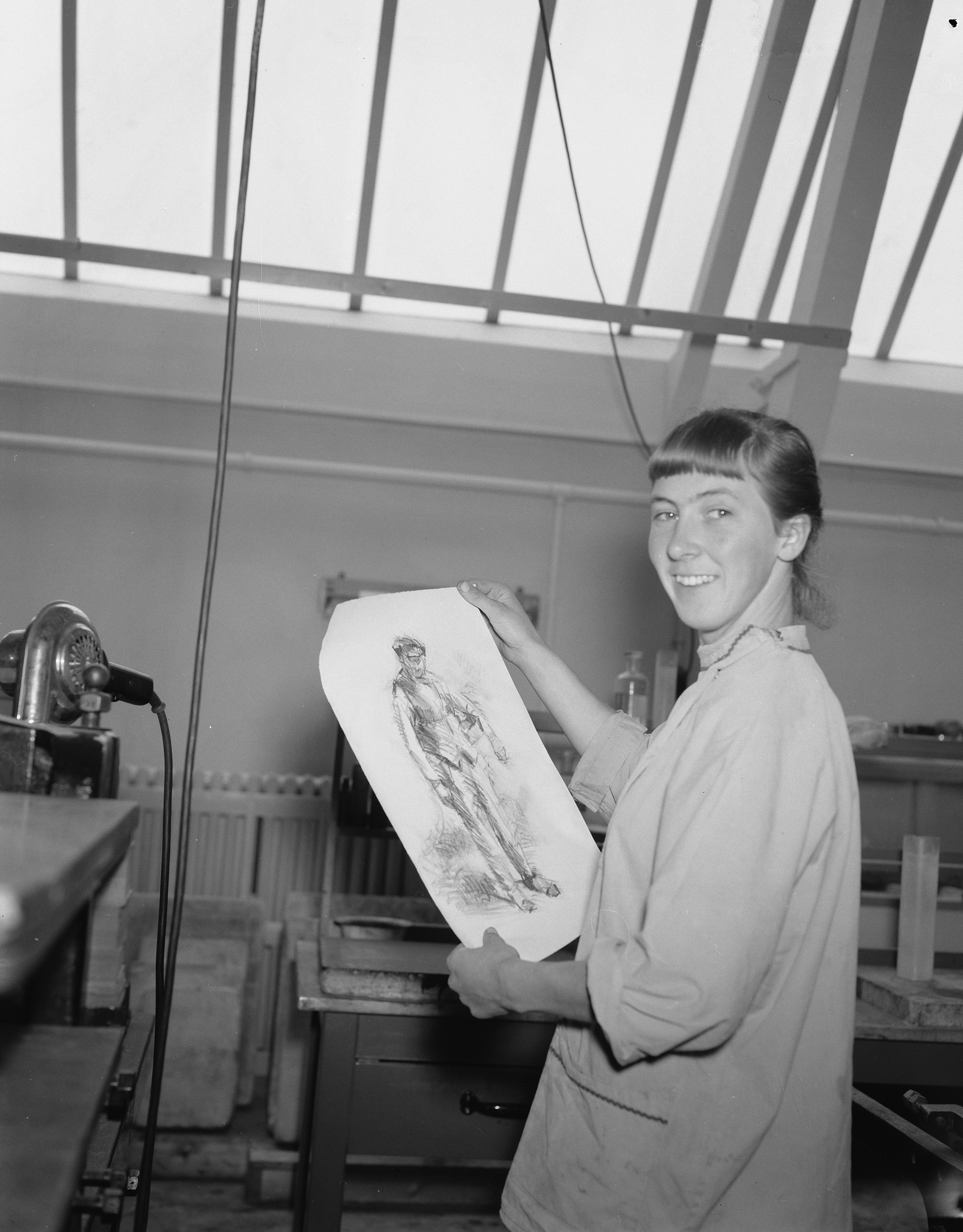
Emmy Eerdmans, 1957

Emmerentiana Maria „Emmy“ Joosten-Eerdmans (* 30. August 1931 in Bussum; † 15. Dezember 2024 in den Niederlanden) war eine niederländische Malerin, Zeichnerin und Bildhauerin.

## Leben
Emmy Eerdmans wurde in Bussum in der Provinz Noord-Holland geboren. Sie wuchs in einem ländlichen Umfeld auf. Zum Haus ihrer Eltern gehörten ein großer Garten, in dem ihr Vater, der eine Baumschule betrieb, Hühner hielt. Schon früh begeisterte sie sich für das Zeichnen. Nach Abschluss der Schule begann sie im Studio des Filmproduzenten Joop Geesink in Duivendrecht zu arbeiten. Sie studierte von 1949 bis 1951 an der Rijksnormaalschool voor Tekenleraren und von 1951 bis 1957 an der Rijksakademie van beeldende kunsten in Amsterdam bei Jan van Tongeren (1897–1991), Gerard Victor Alphons „Gé“ Röling (1904–1981) und Jan Wiegers (1893–1959). Der Gewinn des Prix de Rome im Jahr 1957 ermöglichte ihr eine ausgedehnte Studienreise durch Italien, während der sie die Landschaften und Kirchen zeichnete. 1961 besuchte sie das Nationaal Hoger Instituut voor Schone Kunsten in Antwerpen, wo sie Unterricht im Modellieren bei Cornelis „Cor“ Hund (1915–2008) hatte.
1963 heiratete sie in Soest in der Provinz Utrecht den Grafiker und Bronzegießer Ben Joosten (1931–2013). In Soest wurde auch Sohn Egbert geboren. Ab 1974 lebte und arbeitete Emmy Eerdmans gemeinsam mit ihrem Mann in Dodewaard in der Gemeinde Neder-Betuwe. Sie bewohnten dort ein ehemaliges altes Schulgebäude am Waalbandijk 98 mit Platz für mehrere Ateliers mit Druckpressen und Platz zum Malen. Sie sammelten jahrelang gemeinsam Kunstgegenstände und stellten ihre eigenen Werke und die anderer in ihrem Haus in der dort eingerichteten Galerie „De Strang“ mit einem 7.000 m² großen Skulpturengarten aus. Dort richteten sie im Garten und im ersten Stock des Hauses auch eine umfangreiche Dauerausstellung von Arbeiten von Malern und Steinskulpturen von Bildhauern aus Zvirimundombo und der Künstlerkolonie Tengenenge in Simbabwe ein. Dazu reisten sie unzählige Male nach Simbabwe und brachten neben ihren eigenen Skizzen die Specksteinstatuen der afrikanischen Künstler mit. Diese größte Sammlung früher Tengenenge-Statuen außerhalb Simbabwes enthielt auch Werke von Leman Moses, Bernard Matemera, Fanizani Akuda und Saidi Sabiti.

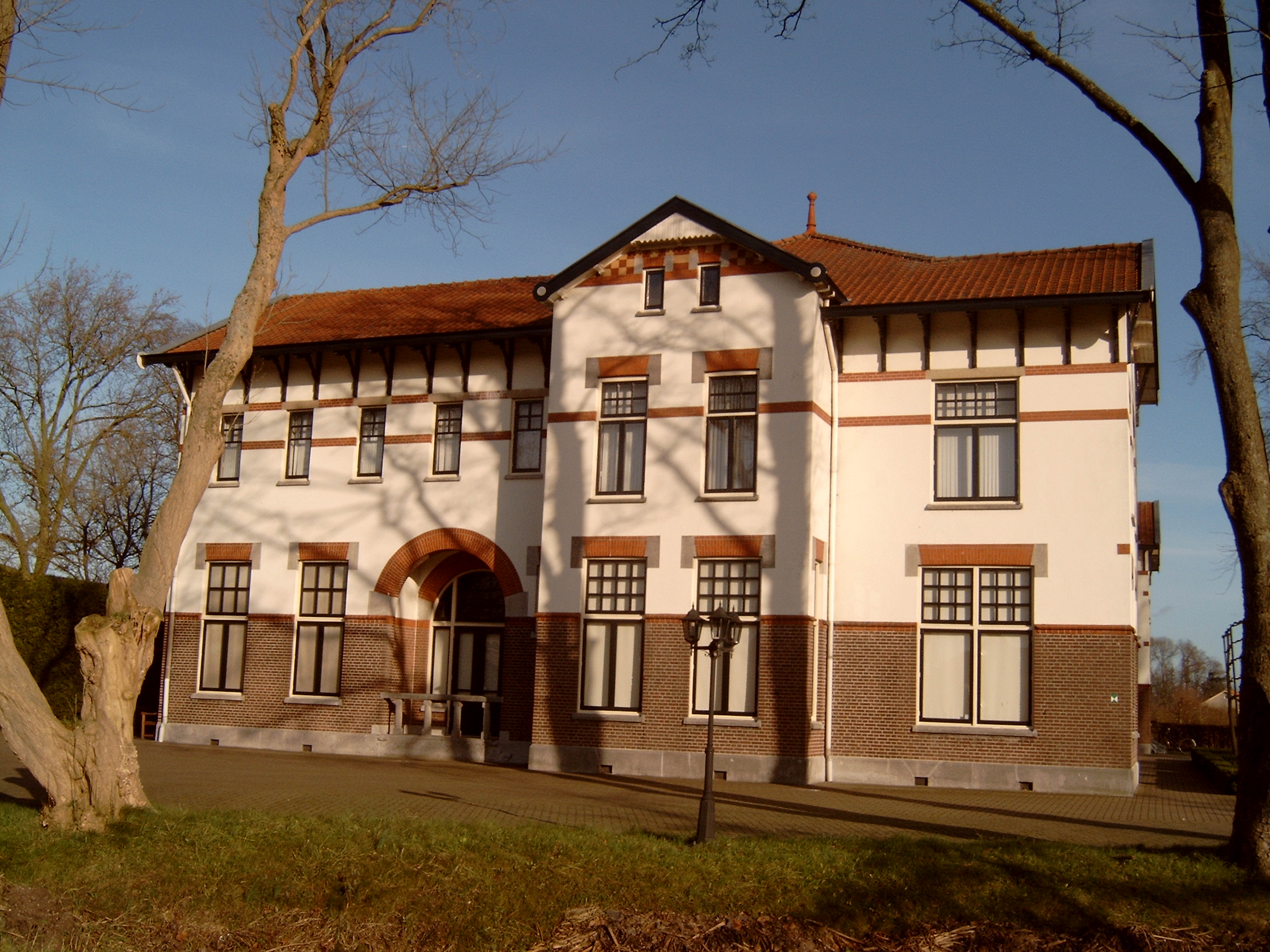
„Het Witte Huis“, Zetten

Im Alter wohnte auch der Bruder ihres Mannes bis zu seinem Tod im alten Schulhaus. Von 2009 bis 2014 begleitete die Fotografin Hanne van der Woude das Leben von Emmy Eerdmans und ihrem Mann. Sie nahm auch an ihrem Alltag und ihren Reisen teil, bei Familientreffen mit den Brüdern ihres Mannes 2011 in Südfrankreich, und dokumentierte die letzte Zeit bis zu Ben Joostens Tod. Die so entstandene Ausstellung De wereld van Emmy besteht aus einem Film und 41 Fotos. Nach dem Tod ihres Mannes 2013 lebte Emmy Eerdmans alleine im ehemaligen Schulhaus, bis sie 2020 in die Pflegevilla „Het Witte Huis“ in Zetten zog. Sie war an Darmkrebs erkrankt und starb im Dezember 2024.

## Werk

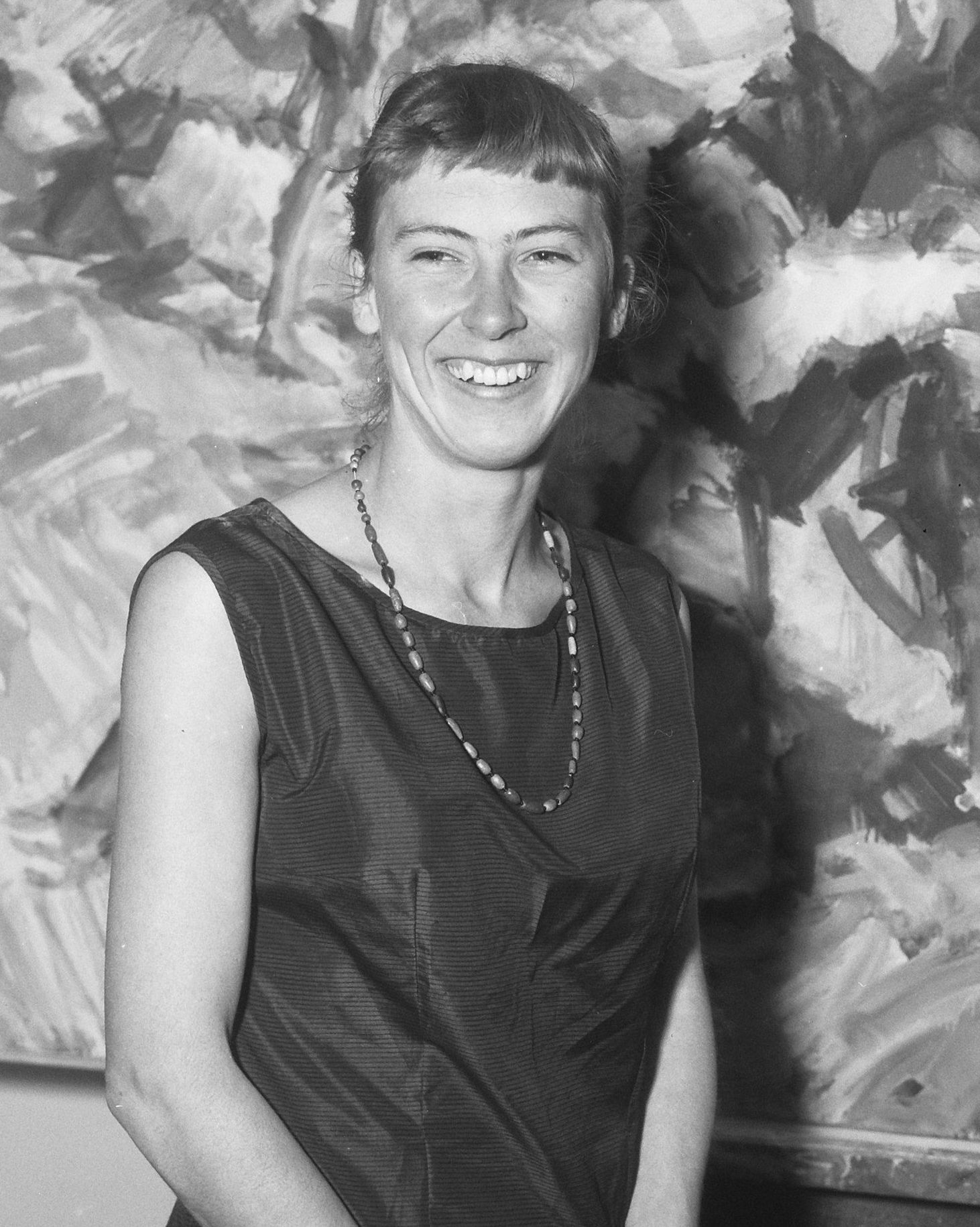
Emmy Eerdmans, 1957

Zu Emmy Eerdmans′ Sujets gehören figurative Porträts, Menschen, Tiere, Stadt- und Landschaftsansichten, Interieurs und Stillleben. Sie gestaltete Lithografien, Radierungen, Federzeichnungen mit ostindischer Tusche, Aquarelle und Ölgemälde. In den 1960er Jahren schuf sie „schwungvoll gemalte Flußlandschaften in lebendigen, kraftvollen Formen und feinem Kolorit, die den Eindruck des Fragmentarischen entstehen lassen“. In den 1970er Jahren zeichnete sie auch Kinderbildnisse. Königin Beatrix ließ von ihr ihre Kinder porträtieren. „Ihre Porträts, Interieurs und Landschaften zeichnen sich durch einen lockeren Malstil und eine stimmungsvolle Farbgebung aus“. Während ihrer Reisen durch Afrika entstanden viele Skizzenbücher mit Zeichnungen des täglichen Lebens im ländlichen Afrika. Zwischen 1991 und 2018 zeichnete sie die Musiker der „Brassband Gelderland“ bei jeder ihrer Proben.
1957 gewann Emmy Eerdmans den Prix de Rome für Malerei und belegte in der Kategorie Skulptur den zweiten Platz. Im selben Jahr wurde sie mit dem Cohen Gosschalkprijs ausgezeichnet, der an vielversprechende Studierende der Malereiklasse der Amsterdamer Rijksakademie van beeldende kunsten vergeben wird. Sie war Mitglied verschiedener Künstlervereinigungen: Arti et Amicitiae und Nederlandse Kring van Tekenaars in Amsterdam, De Ploegh in Amersfoort, ab 1992 Culturele Raad Gelderland in Arnhem sowie ab 2004 BKDoc Documentatiecentrum Gelderland.

## Ausstellungen (Auswahl)
- 1958: La donna nell'arte, Einzelausstellung, Mailand[2]
- 1959: 1. Biennale de Paris[3]
- 1963: Galerie Ina Broerse, Amsterdam
- 1963: Nederlandse Kring van Tekenaars, Stedelijk Museum, Amsterdam
- 1964: De stad in het Stedelijk, Nederlandse Kring van Tekenaars, Stedelijk Museum, Amsterdam
- 1975: 100 vrouwen in galerie d'eendt, Galerie d'Eendt, Amsterdam
- 1984: Stichting Beeldende Kunst: Het Portret, Gelderland
- 1988: Het rivierenland, Museum Commanderie van Sint Jan, Nijmegen
- 2015: De wereld van Emmy, Dokumentation des Lebens und Werks von Emmy Eerdmans und ihrem Mann zwischen 2009 und 2014 in ihrem Haus in Dodewaard, auf Reisen in Frankreich sowie während Ben Joostens letzten Lebenstagen. Fotografien und Film von Hanne van der Woude, Huis Marseille Museum for Photography, Amsterdam[8]
- 2024: Emmy & Gerry, tussen oog en hand, Museum de Casteelse Poort, Wageningen[1]